# Bredgadden
Bredgadden är en ö i Åland (Finland). Den ligger i Ålands hav och i kommunen Lemland i landskapet Åland, i den sydvästra delen av landet. Ön ligger omkring 20 kilometer söder om Mariehamn och omkring 270 kilometer väster om Helsingfors.
Öns area är 1,5 hektar och dess största längd är 190 meter i öst-västlig riktning.